# 唐妮
唐妮，台灣廣播主持人，世新大學口語傳播學系畢業。先後在警察廣播電臺及教育廣播電臺服務超過20年，曾獲廣播金鐘獎及最佳兒童節目主持人獎等獎項。目前仍在教育廣播電臺總臺主持 《麻吉同學會》兒童節目。

## 獎項紀錄
廣播金鐘獎
| 年份   | 節目名稱                      | 獎項                                  | 結果 |
| ------ | ----------------------------- | ------------------------------------- | ---- |
| 2019年 | 《酷客科學道館》              | 第54屆廣播金鐘獎 兒童節目獎           | 獲獎 |
| 2018年 | 《少年超優SHOW》              | 第53屆廣播金鐘獎 少年節目主持人獎     | 獲獎 |
| 2017年 | 《麻吉同學會》                | 第52屆廣播金鐘獎 兒童節目主持人獎     | 獲獎 |
| 2017年 | 《少年超優SHOW》              | 第52屆廣播金鐘獎 企劃編撰獎           | 獲獎 |
| 2016年 | 《詩歌人聲》                  | 第51屆廣播金鐘獎 單元節目獎           | 獲獎 |
| 2013年 | 《少年超優SHOW》              | 第48屆廣播金鐘獎 少年節目獎           | 獲獎 |
| 2013年 | 《交通安全宣導 叫賣達人系列》 | 第48屆廣播金鐘獎 非商品類廣告獎       | 獲獎 |
| 2008年 | 《音樂超優SHOW》              | 第43屆廣播金鐘獎 少年節目主持人獎     | 獲獎 |
| 2006年 | 《魔法日記》                  | 第41屆廣播金鐘獎 流行音樂節目主持人獎 | 獲獎 |
| 2005年 | 《寶貝魔法秀》                | 第40屆廣播金鐘獎 綜合節目主持人獎     | 獲獎 |
| 2005年 | 《寶貝魔法秀》                | 第40屆廣播金鐘獎 綜合節目獎           | 獲獎 |
| 2005年 | 《交通安全宣導 家有豆豆系列》 | 第40屆廣播金鐘獎 非商品類廣告獎       | 獲獎 |
| 2003年 | 《警廣形象廣告 老少咸宜篇》   | 第38屆廣播金鐘獎 非商品類廣告獎       | 獲獎 |